# Chiến dịch Prairie
Chiến dịch Prairie là một chiến dịch quân sự của Hoa Kỳ diễn ra trong Chiến tranh Việt Nam. Diễn ra từ ngày 3 tháng 8 đến ngày 27 tháng 10 năm 1966, chiến dịch được thực hiện bởi lực lượng lính thủy đánh bộ Mỹ nhằm đánh bật Quân Giải phóng miền Nam Việt Nam ra khỏi khu vực phi quân sự chia cắt hai miền Nam, Bắc Việt Nam.